# Air Bucks
Air Bucks es un juego de simulación empresarial sobre la gestión de una aerolínea. Se trata de comprar derechos de aterrizaje para ciudades de todo el mundo. En 1993 se lanzó una versión mejorada, Air Bucks v1.2, para Amiga.

## Jugabilidad
El juego comienza en 1946, después de la Segunda Guerra Mundial. Utilizando la configuración predeterminada, el jugador controla la aerolínea «Air Bucks» con tres competidores de IA; todos tienen su base en la ciudad de Miami. Cada jugador compra derechos de aterrizaje para un aeropuerto cercano a no más de 1.000 millas de distancia, ya que el único avión disponible al principio (el Douglas DC-3 ) tiene un alcance de 1.000 millas. Generalmente los primeros derechos de aterrizaje adquiridos son en Nueva York o Washington D. C. Además del aeropuerto base inicial (Miami por defecto, pero personalizable), solo dos aerolíneas pueden tener derechos de aterrizaje en cualquier aeropuerto.
Mientras espera que se otorguen los derechos de aterrizaje, lo que lleva un mes al comienzo del juego y dos o tres meses después, el jugador puede adquirir aviones y ajustar la LOPA (disposición de los alojamientos de pasajeros) de cada avión alterando el número de asientos de primera clase y de clase turista.
Una vez establecidos los derechos de aterrizaje, el jugador crea una ruta entre dos o más ciudades, establece los precios de los billetes de clase turista y primera clase y luego asigna aviones a la ruta. El precio de las entradas y los servicios se pueden ajustar constantemente hasta generar ingresos óptimos.
A medida que pasa el tiempo, aparecen nuevos modelos de aviones disponibles para su compra, como el Douglas DC-6, el Boeing 747 y el Aérospatiale Concorde.
El modelo de demanda del juego calcula la demanda de pasajeros para cada ruta en función del precio de los billetes, la velocidad del avión, el tamaño de los destinos, la antigüedad del avión, la calidad del servicio (en función de los salarios de los empleados), el gasto en publicidad, la fiabilidad de la aeronave (en función del gasto en mantenimiento) y otros factores. El juego también simula fluctuaciones en el precio del combustible basándose en datos históricos de inflación, y periódicamente genera fenómenos meteorológicos y huelgas que cierran temporalmente determinados aeropuertos.
Las empresas informáticas predeterminadas son «Transglobal Inc», «International GT» y «Great Times». El número y la selección de jugadores humanos y de computadora son personalizables, al igual que los nombres y logotipos de las empresas, el sitio de inicio y la dificultad.

## Recepción
Computer Gaming World le dio a Air Bucks una reseña negativa. La revista criticó la interfaz, la lenta velocidad del juego de la versión 1.0 y la pobre inteligencia artificial de la computadora y el modelo económico. En 1993, Impressions lanzó la versión 1.2, anunciando que era un «¡Nuevo Air Bucks!» con «las características que quieres», incluyendo mejores gráficos VGA, interfaz, IA por computadora y modelo económico. La empresa («Comprometida con la satisfacción del cliente») ofreció la actualización gratuita a los propietarios registrados del juego.

## Ciudades representadas
Air Bucks representa 128 aeropuertos: 6 en Australia; 2 en Nueva Zelanda; 8 en el Pacífico Sur; 25 en Asia; 7 en África; 33 en Europa; 1 en Groenlandia; 1 en Bermudas; 14 en América Latina; 5 en Canadá; y 26 en los Estados Unidos. Si bien el juego incluye una serie de pequeños destinos históricos de «paradas técnicas», como la isla Wake, la isla Cantón, Gander, las Azores, Shannon y Recife, algunas ciudades importantes como Dubai, Casablanca, Tel Aviv y Brisbane están ausentes. También hay algunos errores ortográficos y geográficos menores en el juego; por ejemplo, los sitios incluyen tanto «Fiji» (que parece estar más cerca de Nouméa, Nueva Caledonia en el mapa) como «Nandi» (el Aeropuerto Internacional de Nadi es en realidad el aeropuerto principal de la isla principal de Fiji).
Dado que no más de dos aerolíneas pueden adquirir derechos de aterrizaje en un mismo aeropuerto, la competencia es intensa por los aeropuertos de grandes mercados y, al principio del juego, antes de que los aviones tengan alcance transoceánico, por los aeropuertos con escalas técnicas.